# Echinopsis chiloensis
El quisco (Echinopsis chiloensis)   es una planta arbustiva-arborescente de hasta 8 m de altura de la familia de las cactáceas. Es endémico de Chile y según algunos autores, poco común en las colecciones.

## Distribución
Solo se encuentra presente en Chile, en las regiones de Coquimbo, Valparaíso, Metropolitana, O’Higgins y Maule. Especie abundante y que crece en todo la depresión intermedia entre la Cordillera de la Costa y la Cordillera de Los Andes. Por error la especie fue mal redactada “chiloensis” siendo que no habita en la isla de Chiloé.

## Descripción

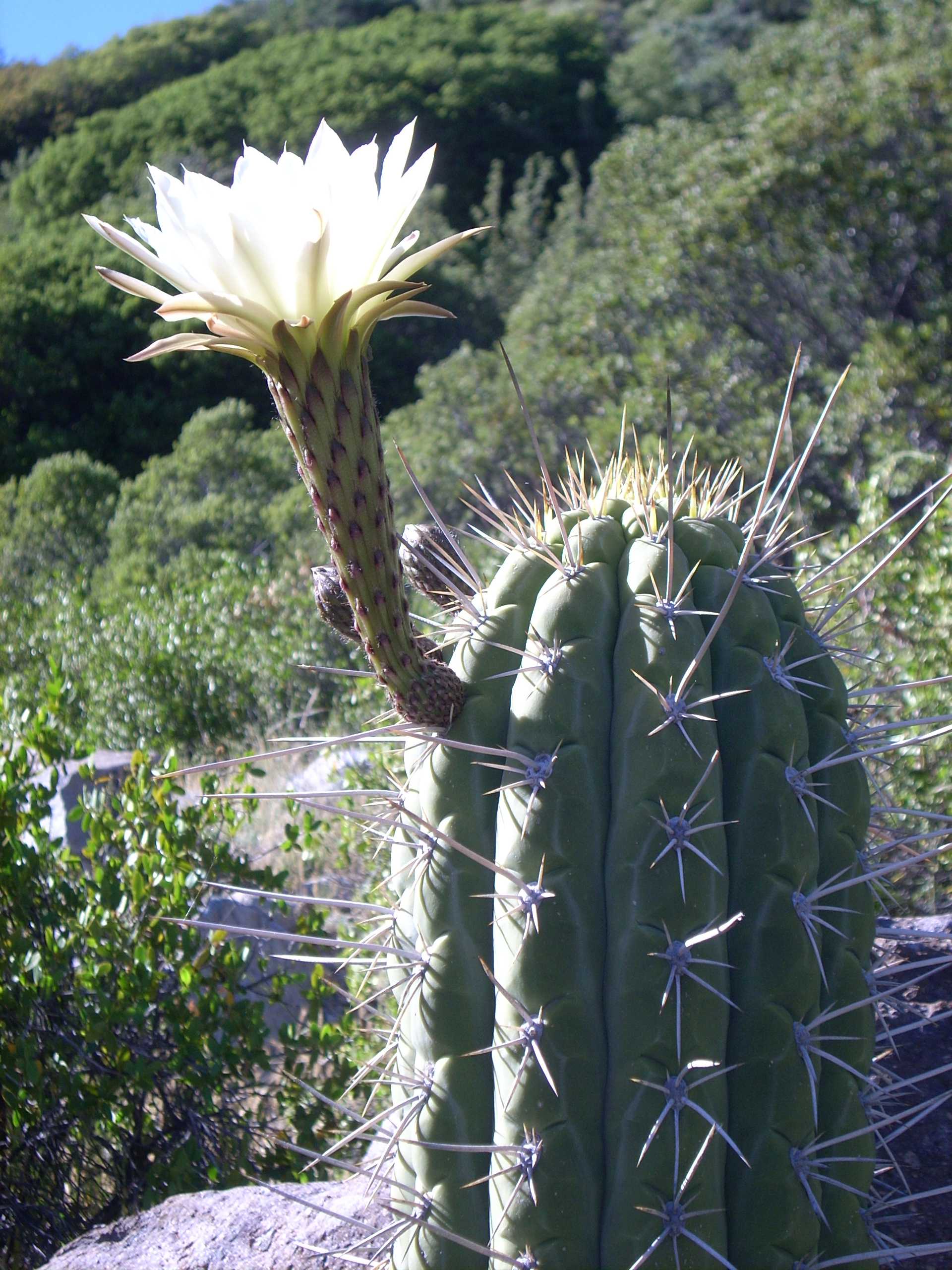
Quisco con flor

Echinopsis chiloensis crece principalmente en forma de árbol, en forma de candelabro ramificado, recto, vigoroso y de hasta 8 metros de largo. Los brotes son  cilíndricos de 10 a 12 cm de diámetro y tiene de 16 a 17 costillas, por lo general bajas y anchas. Las areolas con espinas de color amarillo brillante que son más tarde grises. La espina central es recta es 4-7 (raramente hasta 20) cm de largo. Las espinas radiales de emisión lateral son 8 a 12, y miden 1 a 2 cm o más. Las flores en forma de embudo, son blancas y se abren durante el día. Miden hasta 14 centímetros de largo. Los frutos, llamados guillaves, son esféricos, de color verde y son comestibles.

## Taxonomía
Echinopsis chiloensis fue descrita por (Colla) H.Friedrich & G.D.Rowley y publicado en IOS Bull. 3(3): 94. 1974.

### Etimología
Ver: Echinopsis
chiloensis epíteto geográfico que alude a su localización (errónea) en Chiloé.
Variedades
- Echinopsis chiloensis subsp. litoralis (Johow) M.Lowry
- Echinopsis chiloensis subsp. skottsbergii (Backeb. ex Skottsb.) G.J.Charles

Sinonimia
- Cactus chiloensis Colla ex Steud.
- Cereus chiloensis DC.
- Trichocereus chiloensis (Colla) Britton & Rose
- Cactus chilensis Colla
- Cereus coquimbanus DC.
- Cereus fulvibarbis Otto & A.Dietr.
- Cereus panoplaeatus Cels ex Salm-Dyck
- Cereus pycnacanthus Salm-Dyck
- Cereus quintero Pfeiff.
- Cereus zizkaanus (K.Schum.) Schelle
- Echinocereus chiloensis (Colla) Console & Lem.
- Echinopsis chiloensis var. eburnea (Phil.) Friedrich & G.D.Rowley
- Eulychnia eburnea Phil. ex K.Schum.[7]